# 体雪列
体雪列，又译作提雪勒（藏語：ཐི་ཤོ་ལེགས།，威利转写：Thi sho legs，?—?），《吐蕃王朝世系明鉴正法源流史》作梯雀利、梯泬蕾。按照藏族的传统他是吐蕃王朝第12任赞普。他是吐蕃王朝早期所谓中列六王之三，敦煌文书记载他是中列六王之五。